# Сагалова, Дарья Дмитриевна
Да́рья Дми́триевна Сага́лова (род. 14 декабря 1985, Подольск, Московская область) — российская актриса театра и кино, хореограф, телеведущая.

## Биография
Родилась 14 декабря 1985 года в Подольске Московской области. В 2003 году окончила подольскую гимназию № 7 с серебряной медалью. Имеет еврейские корни. В гимназии с первого класса изучала английский, с пятого немецкий язык. Занималась танцами в хореографической школе «Фантазия», вместе с которой принимала участие в фестивалях «Кинотавр» и «Лики любви». Является левшой.
На одном из фестивалей в то время директор Государственного театра киноактёра Олег Бутахин предложил Сагаловой попробовать сыграть роль Золушки в одноимённом спектакле. С этого момента и началась её актёрская деятельность. Театральный дебют состоялся в спектакле «Щелкунчик». На тот момент Сагалова училась в 11 классе.
С 2003 года состоит в труппе Государственного театра киноактёра. В 2006—2013 годах роль Светы Букиной в ситуационном комедийном сериале «Счастливы вместе» принесла Сагаловой широкую известность. В 2007 году участвовала в 3 сезоне телепроекта «Битва экстрасенсов» на ТНТ вместе с Александром Якиным. По сюжету, её должны были «похитить» братья Сафроновы, спрятав в одной из московских квартир, а экстрасенсы «взять след», вооружённые магическими способностями. Также участвовала в шоу «Танцы со звёздами»-2008, где заняла 1-е место, и в шоу «Интуиция» на ТНТ, где выиграла миллион рублей.
В 2008 году она стала самой сексуальной женщиной России по результатам голосования читателей российского издания журнала Maxim.
В 2009 году окончила Московский государственный университет культуры и искусств с красным дипломом. В марте того же года открыла собственную школу танцев; в ноябре 2010 года состоялся дебют учеников Сагаловой в шоу «Стиляги» («Россия»).

### Личная жизнь
- 21 января 2011 года вышла замуж за предпринимателя Константина Масленникова (род. 1981)[10][11]. У супругов трое детей: Елизавета (род. 1 июля 2011)[12],  Стефания (род. 31 июля 2015)[13], Милана (род. 1 апреля 2019)[14].

## Фильмография
| Год       |   | Название                                    | Роль                           |
| --------- | - | ------------------------------------------- | ------------------------------ |
| 2005      | ф | Мечтать не вредно                           | Марина                         |
| 2005      | ф | Одиночество любви                           | Римма                          |
| 2005      | с | Право на любовь                             | Юля                            |
| 2006      | с | Волчица                                     | Люба/Кристина                  |
| 2006      | ф | На реке Девице                              | Юлия Воронина                  |
| 2006—2009 | с | Клуб                                        | гоу-гоу танцовщица Умка        |
| 2006—2013 | с | Счастливы вместе                            | Света Букина                   |
| 2007      | ф | Никогда не забуду тебя                      | Марина                         |
| 2007      | ф | Ночные сёстры                               | медсестра                      |
| 2010      | с | По горячим следам                           | практикантка Ольга             |
| 2011      | с | Ералаш (выпуск № 252, сюжет «На свой вкус») | продавец в книжном магазине    |
| 2012      | ф | День додо                                   | экскурсовод                    |
| 2012      | с | Идеальный брак                              | Рита                           |
| 2013      | с | Три звезды                                  | актриса                        |
| 2014      | с | Тайный город                                | Лариса                         |
| 2014      | с | Тайный город-2                              | Лариса                         |
| 2018      | с | Улётный экипаж                              | бортпроводница Настя Касаткина |
| 2023      | с | Букины                                      | Света Букина                   |

## Телеведущая
- 9 декабря 2007 — Битва экстрасенсов (ТНТ, 3 сезон, выпуск № 11)
- 2009 — специальный выпуск телепрограммы «Такси» на ТНТ[16]
- 2013—2015 — «5 ответов» и «Гостевая рубрика» на НТВ («НТВ утром»)[17][18]
- 2014—2015 — «Я права» на телеканале «Ю»[19]
- 2015—2016 — «Кулинарная звезда» на телеканале «Россия-1»[20]